# (666185) 2009 YT26
(666185) 2009 YT26 est un transneptunien faisant partie des plutinos de magnitude 6,48.
Son diamètre est estimé à environ 220 km, ce qui le qualifie comme un candidat au statut de planète naine.